# Lichenophanes katanganus
Lichenophanes katanganus är en skalbaggsart som beskrevs av Pierre Lesne 1935. Lichenophanes katanganus ingår i släktet Lichenophanes och familjen kapuschongbaggar. Inga underarter finns listade i Catalogue of Life.